# Marc Emmers
‎
Marc Jozef Emmers, belgijski nogometaš, * 25. februar 1966, Hamont-Achel, Belgija.
Emmers je bivši profesionalni nogometaš, ki je igral za KV Mechelen in R.S.C. Anderlecht ter za belgijsko nogometno reprezentanco.